# 泊尔江海子镇
泊尔江海子镇，是中华人民共和国内蒙古自治区鄂尔多斯市东胜区下辖的一个乡镇级行政单位。

## 行政区划
泊尔江海子镇下辖以下地区：
漫赖村、巴音敖包村、折家梁村、什股壕村、海子湾村、海畔村、石畔村、泊尔江海子村、柴登村、宗兑村和城梁村。